# Chloris mensensis
Chloris mensensis là một loài thực vật có hoa trong họ Hòa thảo. Loài này được (Schweinf.) Cufod. mô tả khoa học đầu tiên năm 1968.